# Фойа
Фойа (англ. Foya) — город в Либерии.

## География
Расположен в северной части страны, вблизи границ с Сьерра-Леоне и Гвинеей, в 66 км к юго-западу от города Воинджама. Находится в округе Фойа графства Лофа. Абсолютная высота — 425 метров над уровнем моря.

## Инфраструктура
Имеется дорожная связь с городом Воинджима. Нет электричества и проточной воды.

## Население
По данным на 2013 год численность населения составляет 20 189 человек. Десятый по величине город страны. Население принадлежит главным образом к этнической группе кисси.
Динамика численности населения города по годам:
| 2008   | 2013   |
| ------ | ------ |
| 19 522 | 20 189 |